# SM UC-5
SM UC-5 – niemiecki okręt podwodny (podwodny stawiacz min) z okresu I wojny światowej, jedna z 15 zbudowanych jednostek typu UC I. Zwodowany 13 czerwca 1915 roku w stoczni Vulcan w Hamburgu, został przyjęty do służby w Kaiserliche Marine 19 czerwca 1915 roku. W trakcie służby operacyjnej SM UC-5 odbył 29 patroli bojowych, podczas których postawił zagrody minowe, na których zatonęło 28 statków o łącznej pojemności 36 126 BRT i dwa okręty o łącznej wyporności 1105 ton, a siedem statków o łącznej pojemności 20 262 BRT zostało uszkodzonych. 27 kwietnia 1916 roku SM UC-5 wszedł na mieliznę w rejonie Harwich i został samozatopiony przez własną załogę. Podniesiony i wyremontowany, był wystawiany na widok publiczny na Wyspach Brytyjskich, w Stanach Zjednoczonych i Kanadzie w celach propagandowych, a po wojnie został złomowany.

## Projekt i budowa
Sukcesy pierwszych niemieckich U-Bootów na początku I wojny światowej (m.in. zatopienie brytyjskich krążowników pancernych HMS „Aboukir”, „Hogue” i „Cressy” przez U-9) skłoniły dowództwo Cesarskiej Marynarki Wojennej z admirałem Tirpitzem na czele do działań mających na celu budowę nowych typów okrętów podwodnych. Doceniając też wagę wojny minowej, 9 października 1914 roku ministerstwo marynarki zatwierdziło projekt małego podwodnego stawiacza min opracowanego przez Inspektorat Torped pod kierunkiem dr Wernera, oznaczonego później jako typ UC I.
Przyszły UC-5 zamówiony został 23 listopada 1914 roku jako piąty z serii 15 okrętów typu UC I (numer projektu 35a, nadany przez Inspektorat U-Bootów), w ramach wojennego programu rozbudowy floty. Pierwsze 10 jednostek typu, w tym UC-5, zostało zbudowanych w stoczni Vulcan w Hamburgu. Stocznia, nie mając wcześniej doświadczenia w budowie okrętów podwodnych, oszacowała czas budowy okrętu na 5-6 miesięcy, i aby dotrzymać tego terminu musiała wstrzymać budowę torpedowców. UC-5 otrzymał numer stoczniowy 49 (Werk 49). Okręt został zwodowany 13 czerwca 1915 roku.

## Dane taktyczno-techniczne
UC-5 był niewielkim, przybrzeżnym okrętem podwodnym o konstrukcji jednokadłubowej, którego koncepcja oparta była na projekcie jednostek typu UB I. Długość całkowita wynosiła 33,99 metra, szerokość 3,15 metra i zanurzenie 3,04 metra. Wysokość (od stępki do szczytu kiosku) wynosiła 6,3 metra. Wyporność w położeniu nawodnym wynosiła 168 ton, a w zanurzeniu 183 tony. Jednostka posiadała zaokrąglony dziób oraz cylindryczny kiosk o średnicy 1,3 m, obudowany opływową osłoną, a do jej wnętrza prowadziły dwa luki: jeden w kiosku i drugi w części rufowej, prowadzący do pomieszczeń załogi. Okręt napędzany był na powierzchni przez 6-cylindrowy, czterosuwowy silnik Diesla Daimler RS166 o mocy 90 KM, a pod wodą poruszał się dzięki silnikowi elektrycznemu SSW o mocy 175 KM. Wał napędowy poruszał jedną trójłopatową, wykonaną z brązu śrubą o średnicy 1,8 m i skoku 0,43 m. Maksymalna prędkość okrętu wynosiła 6,2 węzła na powierzchni i 5,22 węzła w zanurzeniu (przy użyciu na powierzchni silnika elektrycznego okręt był w stanie osiągnąć 7,5 węzła). Zasięg wynosił 780 Mm przy prędkości 5 węzłów w położeniu nawodnym oraz 50 Mm przy prędkości 4 węzłów pod wodą. Okręt zabierał 3,5 tony paliwa, a energia elektryczna magazynowana była w akumulatorach składających się ze 112 ogniw, o pojemności 4000 Ah, które zapewniały 3 godziny podwodnego pływania przy pełnym obciążeniu.
Okręt posiadał dwa wewnętrzne zbiorniki balastowe. Dopuszczalna głębokość zanurzenia wynosiła 50 metrów, a czas zanurzenia 23-36 s. Okręt nie posiadał uzbrojenia torpedowego ani artyleryjskiego, przenosił natomiast w części dziobowej 12 min kotwicznych typu UC/120 w sześciu skośnych szybach minowych o średnicy 100 cm, usytuowanych jeden za drugim w osi symetrii okrętu, pod kątem do tyłu (sposób stawiania – „pod siebie”). Układ ten powodował, że miny trzeba było stawiać na zaplanowanej przed rejsem głębokości, gdyż na morzu nie było do nich dostępu (także zapalniki min trzeba było montować jeszcze przed wypłynięciem, co nie było rozwiązaniem bezpiecznym i stało się przyczyną zagłady kilku jednostek tego typu). Uzbrojenie uzupełniał jeden karabin maszynowy z zapasem amunicji wynoszącym 150 naboi. Wyposażenie okrętu stanowił jeden peryskop Zeissa i kotwica grzybkowa o masie 136 kg.
Załoga okrętu składała się z 1 oficera (dowódcy) oraz 13 podoficerów i marynarzy.

## Przebieg służby

### 1915 rok
SM UC-5 został wcielony do służby w Cesarskiej Marynarce Wojennej 19 czerwca 1915 roku. Tego dnia dowódcą U-Boota został mianowany por. mar. Herbert Pustkuchen, a okręt włączono do Flotylli Flandria w dniu 27 lipca. Pierwszą ofiarą postawionej przez niego w estuarium Tamizy zagrody minowej okazał się 6 sierpnia brytyjski uzbrojony trawler HMT „Leandros” (276 ts), który zatonął ze stratą 7 ludzi. Tydzień później na postawione przez UC-5 nieopodal Lowestoft miny weszły dwie jednostki: brytyjski parowiec „Summerfield” (687 BRT), transportujący drewniane elementy baraków z Great Yarmouth do Douglas (w katastrofie zginęło 3 marynarzy) oraz szwedzki parowiec „Sverige” (1602 BRT), płynący z ładunkiem drewna z Sundsvall do Londynu, który zatonął bez strat w ludziach; za pomocą ładunków wybuchowych zniszczono natomiast brytyjski kuter rybacki „Amethyst” (57 BRT), którego załoga została uratowana. 21 sierpnia nieopodal Boulogne zatonął mały, zbudowany w 1872 roku brytyjski parowiec „William Dawson” (284 BRT), przewożący węgiel na trasie Boston – Dunkierka (zginęło 5 członków załogi). 30 sierpnia na postawione przez UC-5 w estuarium Tamizy pole minowe wpłynęły trzy jednostki: zbudowany w 1911 roku brytyjski parowiec „Bretwalda” (4037 BRT), płynący z ładunkiem węgla z Newcastle do Marsylii, który uratowano osadzając na mieliźnie (obyło się bez strat w ludziach); nowy brytyjski parowiec „Honiton” (4914 BRT), przewożący kukurydzę i siemię lniane z Buenos Aires do Hull, który mimo osadzenia na mieliźnie został ostatecznie stracony (nikt nie zginął) oraz francuski parowiec „Saint Chamond” (2866 BRT), płynący pod balastem z Rouen do Newcastle (statek został uszkodzony). Kolejny sukces okręt zanotował 8 września, kiedy to na południe od Folkestone ze stratą 3 ludzi zatonął brytyjski kablowiec „Monarch” (1122 BRT). 19 września więcej szczęścia miał szwedzki parowiec „Tord” (1313 BRT), transportujący drewno z Hudiksvall do Hawru, który bez strat w załodze doznał uszkodzeń u ujścia Tamizy. 4 października nieopodal Folkestone uszkodzony został też brytyjski parowiec „Enfield” (2124 BRT), płynący z ładunkiem węgla z Newcastle do Saint-Nazaire (nikt z załogi nie zginął). Dwa dni później na zachód od Nieuwpoort wszedł na minę brytyjski pomocniczy trałowiec HMS „Brighton Queen” o wyporności 553 ts, który zatonął ze stratą 8 marynarzy. 10 października nieopodal Folkestone jego los podzielił zbudowany w 1899 roku brytyjski parowiec „Newcastle” (3403 BRT), płynący z ładunkiem drobnicy na trasie Mauritius – Londyn (bez strat w załodze). Dwa dni później w estuarium Tamizy ze stratą 11 członków załogi zatonął zbudowany w 1912 roku kuter HMD „Frons Olivae” (98 ts). 19 października nieopodal latarni morskiej Nab Tower zatonął uzbrojony trawler HMT „Erin II” (181 ts), na którego pokładzie zginęło 7 marynarzy, a nazajutrz w tym samym miejscu ze stratą 7 członków załogi jego los podzielił kuter HMD „Star Of Buchan” (81 ts). 22 października, podczas próby wydobycia wyposażenia z zatopionego trawlera „Erin II”, uszkodzeń na minie doznał brytyjski holownik „Grappler” (690 BRT), na którego pokładzie śmierć poniosły 4 osoby. Nazajutrz, na wschód od Przylądka Dungeness zatonął ze stratą jednego marynarza zbudowany w 1895 roku brytyjski parowiec „Ilaro” (2799 BRT), płynący z ładunkiem kukurydzy i nasion palmy z Forcados w Nigerii do Hull. Pasmo październikowych sukcesów zakończyło zatonięcie w okolicy Nab Tower brytyjskiego niszczyciela HMS „Velox” o wyporności 380 ts (25 października). 17 listopada na postawione przez UC-5 miny weszły dwie brytyjskie jednostki: zbudowany w 1900 roku statek szpitalny HMHS „Anglia” (1862 BRT), który zatonął u wejścia do portu Folkestone na pozycji 51°02′N 1°19′E/51,033333 1,316667 (w katastrofie śmierć poniosły 134 osoby z 400 będących na pokładzie) oraz, przybyły na pomoc tonącemu okrętowi, pochodzący z 1903 roku parowiec „Lusitania” (1834 BRT), przewożący drobnicę z Londynu do Kadyksu (bez strat w ludziach). Dwa dni później nieopodal Dover ze stratą 7 marynarzy zatonął uzbrojony trawler HMT „Falmouth III” (198 ts). 29 listopada nieopodal Boulogne jego los podzielił brytyjski parowiec „Dotterel” (1596 BRT), płynący z ładunkiem drobnicy z Liverpoolu do Dunkierki (zginęło 5 osób).
19 grudnia 1915 roku nowym dowódcą UC-5 został por. mar. Ulrich Mohrbutter. 26 grudnia na postawione podczas wcześniejszych misji miny w okolicy Harwich weszły dwie brytyjskie jednostki: okręt podwodny HMS E6 (725 ts), który zatonął z całą załogą liczącą 31 osób oraz uzbrojony trawler HMT „Resono” (230 ts), na którym zginęło 13 marynarzy.

### 1916 rok
12 stycznia 1916 roku na południowy zachód od przylądka The Needles bez strat w ludziach zatonął brytyjski parowiec „Algerian” (3837 BRT), płynący bez ładunku z Cowes do Avonmouth, a nazajutrz w tej samej okolicy (na pozycji 50°38′N 1°34′E/50,633333 1,566667) bez strat w ludziach zatonął uzbrojony trawler HMT „Albion II” (240 ts). 1 lutego nieopodal Felixstowe wszedł na minę holenderski statek pasażerski „Prinses Juliana” (2885 BRT), płynący z Vlissingen do Tilbury (statek osadzono na mieliźnie, jednak nie zdołano go uratować). Więcej szczęścia miał pływający na trasie Batawia – Rotterdam holenderski parowiec „Bandoeng” (5851 BRT), który 15 lutego na pozycji 51°32′N 1°41′E/51,533333 1,683333 jedynie doznał uszkodzeń na minie pochodzącej z UC-5. 20 lutego w estuarium Tamizy zatonął zbudowany w 1914 roku brytyjski parowiec „Dingle” (593 BRT), przewożący węgiel z Sunderlandu do Caen (zginęło 9 ludzi wraz z kapitanem), a nazajutrz na tych samych wodach z całą załogą (29 osób) zatonął zbudowany w 1888 roku holenderski zbiornikowiec „La Flandre” (2018 BRT), transportujący ropę naftową z Nowego Jorku do Rotterdamu. 24 lutego (również w estuarium Tamizy) zatonął za stratą 9 członków załogi brytyjski parowiec „Tummel” (531 BRT), płynący z ładunkiem węgla z Grimsby do Le Tréport. Na kolejne sukcesy załoga UC-5 musiała czekać ponad miesiąc – 26 marca na tych samych wodach weszły na miny dwie jednostki: francuski parowiec „Hebe” (1494 BRT), płynący pod balastem z Caen do Newcastle, który zatonął bez strat w ludziach na pozycji 51°53′00″N 1°46′30″E/51,883333 1,775000 i brytyjski statek rybacki „Khartoum” (303 BRT), który zatonął ze stratą 9 osób na pozycji 51°53′N 1°46′E/51,883333 1,766667. Następnego dnia na pozycji 51°53′30″N 1°45′00″E/51,891667 1,750000 identyczny los spotkał duński parowiec „Harriet” (1372 BRT), transportujący włókna z traw esparto z Oranu do Leith (nikt nie zginął). 31 marca nieopodal Lowestoft na postawione przez okręt miny weszły dwie jednostki: brytyjski parowiec „Clinton” (3381 BRT), płynący z Bombaju do Hull z ładunkiem rudy manganu i zboża (statek uratowano osadzając na mieliźnie na pozycji 52°26′N 1°49′E/52,433333 1,816667, bez strat w ludziach) oraz zbudowany w 1884 roku norweski parowiec „Memento” (1076 BRT), przewożący koks z Londynu do Porsgrunn (zatonął na pozycji 52°26′N 1°49′E/52,433333 1,816667 tracąc jednego członka załogi).

### Utrata okrętu

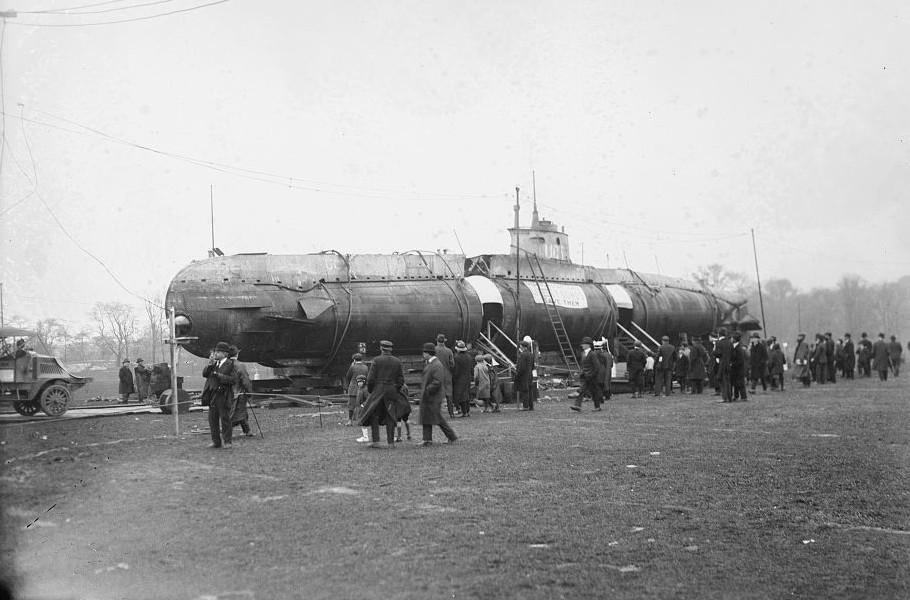
UC-5 eksponowany w nowojorskim Central Parku

25 kwietnia UC-5 wyszedł z Zeebrugge na kolejną operację minowania. 27 kwietnia 1916 roku o godzinie 10:15 płynący na głębokości peryskopowej okręt wszedł na mieliznę w rejonie Harwich (na pozycji 51°59′N 1°38′E/51,983333 1,633333), co zostało o godzinie 13:00 zauważone przez patrolujący okoliczne wody niszczyciel HMS „Firedrake”. Osaczony okręt został samozatopiony przez liczącą 18 osób załogę, wziętą do niewoli przez brytyjski niszczyciel. Lekko uszkodzona jednostka (nie wybuchły wszystkie ładunki wybuchowe, pospiesznie założone przez Niemców) została podniesiona, odholowana do Harwich i wyremontowana w tamtejszej stoczni. 24 lipca okręt jako zdobycz wojenna został wystawiany na widok publiczny w Temple nad Tamizą, w celu ukazania skuteczności działań Royal Navy (do połowy sierpnia zwiedziło go za opłatą ponad 200 000 ludzi). Po wypowiedzeniu wojny Niemcom przez USA, w październiku 1917 roku UC-5 został przewieziony w trzech częściach do Nowego Jorku i umieszczony w Central Parku celem zwiększenia sprzedaży amerykańskich obligacji wojennych (Liberty Bonds). W listopadzie okręt wystawiono w Montrealu, a następnie w Toronto, po czym rozpoczął objazdową trasę po Stanach Zjednoczonych (prawdopodobnie obejrzało go 25 mln osób). Po wojnie UC-5 został zezłomowany w USA.